# TM-Serie Sharp

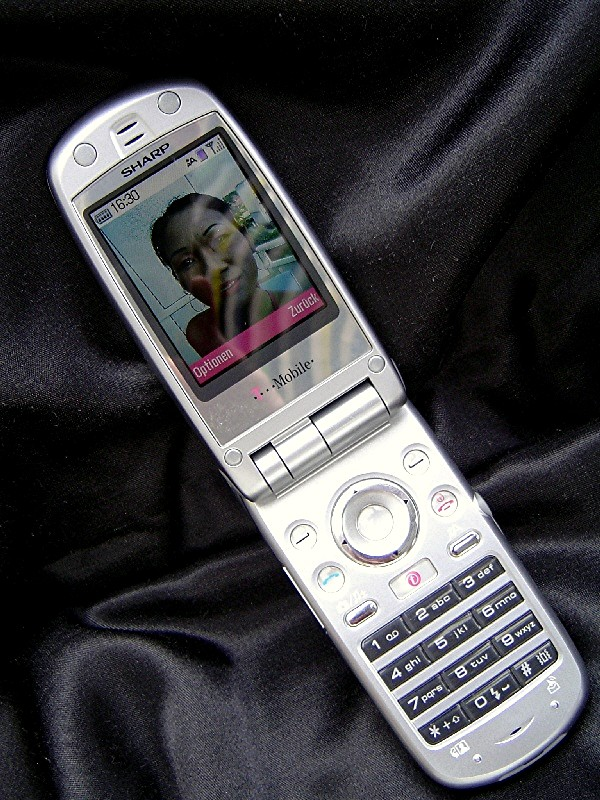
TM200 mit 2-Megapixel-Kamera

Bei der TM-Serie handelt es sich um eine Serie von Multimedia-Handys des Herstellers Sharp.
Alle Modelle dieser Serie sind mit großem Display und Kamera ausgestattet. Ein beliebtes Handy dieser Baureihe ist das TM100, welches in Deutschland vom Mobilfunkanbieter T-Mobile vertrieben wird. Derzeit gibt es, neben dem Sharp tm 100, zwei weitere Modelle dieser Serie, das Sharp TM 150 und 200. Die TM-Serie von Sharp ist in Deutschland nur mit T-Mobile Branding erhältlich. Dies schränkt einige Funktionen, wie Bluetooth oder Infrarot stark ein.

## Modelle
|                  | TM100              | TM150           | TM200                 |
| ---------------- | ------------------ | --------------- | --------------------- |
| Abmessungen      | 100 × 49 × 19,2 mm | 94 × 43 × 25 mm | 49,2 × 96,3 × 27,1 mm |
| Gewicht          | 95 g               | 113 g           | 115 g                 |
| max. Standbyzeit | 200 h              | 200 h           | 220 h                 |
| max. Sprechzeit  | 180 min            | 180 min         | 200 min               |

## TM100
Bei dem TM100 handelt es sich um ein Mobiltelefon aus dem Hause Sharp. Es ist mit einem großen Display ausgestattet und besitzt eine Schiebetastatur.

### Technische Daten
Das Handy besitzt ein TFT-LC-Farbdisplay mit einer Auflösung von 320 × 240 Pixeln. Die physikalische Anzahl an darstellbaren Farben beträgt 65.536. Durch einen Trick, bei dem durch einen schnellen Wechsel unterschiedliche Farben für ein Pixel verwendet werden, können bis zu 260.000 Farben angezeigt werden.

### Unterstützte Dateiformate
Für die Darstellung von Grafiken können die Dateiformate JPG, GIF und NVA verwendet werden. Bei den ersten beiden Formaten handelt es sich um Grafikformate, welche auch häufig für die Darstellung von Bildern im Internet verwendet werden. Bei dem NVA-Format handelt es sich um ein Vektorgrafikformat, mit dem sehr kleine Bilder oder Animationen erzeugt werden können. Es handelt sich dabei um eine Abwandlung des SVG-Vektorgrafikformates, welches noch kleinere Dateigrößen ermöglicht.
Als Klingeltöne können MIDI-Dateien verwendet werden. Es können auch MP3-Dateien mit dem Yamaha-Converter in SMAF (Realtone) umgewandelt werden und auf das Handy geladen werden. Die Dateien dürfen dafür nicht größer als 50kb sein.

### Verbindung mit dem PC
Bei dem Handy ist eine CD mit Software zur Datenübertragung dabei. Ein Datenkabel muss separat erworben werden. Mit der beiliegenden Software kann das Telefonbuch bearbeitet werden, und Bilder, Videos und Klingeltöne übertragen werden. Die Übertragung von Java-Applikationen scheint nicht möglich zu sein.